# Amersfoortse tram
In Amersfoort hebben trams gereden tussen 1901 en 1949. Amersfoort had tussen 1901 en 1917 een stadslijn van het station naar de stad en van 1914 tot 1937 een tramlijn naar Arnhem tot 1949 nog tot Rhenen.
Verschillende tramplannen in Amersfoort zijn nooit uitgevoerd.

## Aanloop
In Amersfoort komen vijf spoorlijnen bij elkaar. Tegen het eind van de 19e eeuw waren deze vijf spoorlijnen bij drie verschillende spoorwegmaatschappijen in gebruik. Deze spoorwegmaatschappijen bouwden ieder een eigen station, op korte afstand van elkaar. Om aan deze onpraktische situatie een eind te maken, werd besloten om op het knooppunt van de spoorlijnen een nieuw, centraal station te bouwen. Dit station kwam, door de ligging van de spoorlijnen, op enige afstand van de stad te liggen. In die tijd was het nog een (grotendeels) onbebouwd gebied. De wijken rondom het station zijn veel later gebouwd. De bevolking van Amersfoort liep, om het voorzichtig uit te drukken, niet bepaald warm voor het nieuwe centraal station. De oude stations lagen dichterbij, of zelfs in de stad. De stad en de inwoners wilden graag een tram tussen het station en de stad.

### Een tram vanuit Soest?
Het eerste plan voor een tram kwam vanuit Soest. Nadat P.J.M. Stevens om toestemming (een concessie) vroeg voor een tramlijn Baarn, via Soestdijk en Soest naar Amersfoort, zag de gemeente Amersfoort de kans schoon: aan Stevens werd een jaarlijkse subsidie in het vooruitzicht gesteld, indien hij zijn voorgenomen tramlijn niet zou laten eindigen bij het station van Amersfoort, maar door zou trekken naar het centrum van de stad (de Varkensmarkt). Stevens overleed echter voordat hij zijn plannen kon uit kon voeren. De concessie werd overgenomen door P.J. Raaymakers. Onder leiding van Raaymakers werd de tramlijn alleen tussen Baarn en Soest aangelegd, het gedeelte naar Amersfoort kwam er dus niet.

### Een stadstram
A.J. Krieger, een spoorwegingenieur uit Amersfoort, stond aan de wieg van vele spoor- en tramlijnen in Nederland. Op de hoofdspoorlijnen na, werd de aanleg van spoor- en tram volledig overgelaten aan zogenoemde particulier initiatief. Krieger ontwierp vele spoor- en tramlijnen, vroeg concessies aan, regelde subsidies. Hij wist, kortom, hoe een spoorwegproject opgezet kon worden. Het was dan ook niet vreemd dat hij werd gevraagd de aanleg van een tramlijn in zijn eigen stad ter hand te nemen. Krieger aanvaardde de opdracht de mogelijkheden te bekijken een tramlijn aan te leggen van het station naar de stad.
In januari 1898 werd de eerste officiële stap gezet. Op 29 januari van dat jaar meldde De Eembode dat bij de gemeente Amersfoort was binnengekomen een verzoek van den heer A.J. Krieger om concessie tot aanleg en exploitatie van een tramlijn in de gemeente. Twee dagen later werd het bericht aangevuld met de vermelding dat het een tramlijn zou betreffen waarvan "de weg door de stad en de beweegkracht eerst nader zullen worden bepaald", en waarvan alleen het begin- en eindpunt bekend was: de hoofdingang van het nieuwe station, en de voormalige Kamper-buitenpoort (vanaf het station gezien aan de andere kant van de stad).
Kortom: er werd om toestemming gevraagd voor een tramlijn van het station naar de andere kant van de stad. De route en de "beweegkracht" (paardentram, stoomtram, motortram of elektrische tram) waren nog niet bekend.
De gemeente gaf op 15 maart van dat jaar goedkeuring voor de voorlopige plannen. De gemeente wenste wel dat de tram zoveel mogelijk door "de meest bevolkte buitenwijken der gemeente zou lopen".
Nadat een tram met "gastractie" (een motortram met, vermoedelijk, lichtgas als brandstof) als te duur en ongeschikt werd beschouwd, richtte Krieger zich op een paardentram. Een elektrische tram was volgens Krieger te duur. Over een stoomtram is niets vermeld, dat zal daarom geen serieuze optie zijn geweest.
In februari 1900 werden twee lijnontwerpen gepresenteerd:
- een lijn van 2260 meter, af te leggen in 16 minuten, Kampstraat - Langestraat - Varkensmarkt - Arnhemsestraat - Arnhemsestraatweg (nu Arnhemseweg) - Bergstraat - Vlasakkerweg - Stationsweg - Stationsplan;
- een lijn van 1900 meter, af te leggen in 14 minuten: Kampstraat - Langestraat - Varkensmarkt - Utrechtsestraat - Utrechtseweg - Soesterweg (nu Snouckaertlaan) - Stationsweg - Stationsplein.

De keuze van de lijn zou geschieden door aandeelhouders van de op te richten N.V. De verwachtingen van de tram waren hooggespannen. De kranten gingen uit van minstens 12.500 passagiers per maand.

### oprichting van de Amersfoortsche Tramweg-Maatschappij
In het voorjaar van 1900 werd de N.V. Amersfoortsche Tramweg-Maatschappij (ATM) opgericht. De aan Krieger verleende concessie werd in juni van dat jaar overgedragen aan de ATM.
In die tijd was het zo dat het, in deze fase van de plannen, nog helemaal niet zeker was dat de tramlijn er zou komen. Nu begon namelijk het moeilijkste deel: voldoende geld bij elkaar krijgen. Met dat doel werd de ATM opgericht. Iedereen die geld kon missen, werd gevraagd aandelen te kopen in de ATM. E

## Toch een tram vanuit Soest?
Ondertussen waren er nieuwe ontwikkelingen in Soest. De tramlijn Soest - Baarn, die onder het kopje "aanloop" al even is besproken, was verhuurd aan de Nederlandsche Centraal-Spoorweg-Maatschappij (NCS). De NCS, een belangrijke spoorwegmaatschappij uit die tijd, was een van de spoorwegmaatschappijen die gebruik zou gaan maken van het nieuwe centraal station van Amersfoort.
De NCS had, aldus de gemeenteraad van Amersfoort, het plan de tramlijn van Soest naar Baarn door te trekken naar Laren in Noord-Holland. Laren was een van de plaatsen die was aangesloten op de lijnen van de Gooische Stoomtram. Er zou op die manier een tramnetwerk ontstaan tussen Amsterdam, Hilversum, Huizen en Soest. De gemeente Amersfoort had er wel oren naar ook op dit netwerk te worden aangesloten.
De oude, aan Stevens en daarna aan Raaymakers, verleende concessie werd weer boven tafel gehaald. Het is onduidelijk of de concessie nog geldig was en of de concessie wel aan de NCS was overgedragen, maar de gemeente stond in die tijd niet moeilijk tegenover dergelijke dingen. De gemeente nam contact op met de NCS met de vraag een tramlijn aan te leggen van Soest naar het station van Amersfoort en de stad Amersfoort, met de Varkensmarkt als eindpunt. Volgens de gemeenteraad zou de NCS zeer welwillend tegenover dit verzoek staan. Om het makkelijker te maken, werd aan de NCS ook een subsidie beloofd.
Over het verdere verloop van de onderhandelingen met de NCS is niets vermeld, waarschijnlijk was de NCS niet zo bereidwillig als de gemeenteraad had verwacht. Maar de plannen voor de tramlijn naar Soest, en ook de aansluiting van de tramlijn van Soest op de Gooische Stoomtram, bleven op de plank liggen. Een paar jaar later zouden ze worden afgestoft.
Maar niet voordat er plannen werden gemaakt voor een heel andere tramlijn.

## Tram naar Spakenburg
In 1901 reed er nog altijd geen tram, maar Krieger zat niet stil. De korte tramlijn in Amersfoort zou best uitgebreid kunnen worden. Met dat doel diende hij in januari 1901 bij de betrokken gemeentes (Amersfoort, Hoogland en Bunschoten) een aanvraag in voor een concessie voor een tramlijn van Amersfoort, via Hoogland naar de haven van Spakenburg. De laatste was destijds een belangrijke Zuiderzeehaven. In maart van dat jaar waren de drie gemeentes akkoord.
De tramlijn naar Spakenburg werd niet als belangrijk voor het reizigersvervoer gezien, maar vooral voor het vervoer van goederen, met name vis, vanaf de Spakenburgse haven. In verband met dit goederenvervoer, werd in Amersfoort een aansluiting op het spoorwegnet voorzien. Uit een voorlopig plan van 1902 valt op te maken dat het reizigersvervoer zeer beperkt van omvang zou zijn; er werden slechts 60 reizigers per dag verwacht, die vervoerd zouden worden in vier dagelijkse ritten (niet op zondag). De inkomsten uit reizigersvervoer werden begroot op f. 4.380 per jaar en voor het goederenvervoer op f. 3.650. Daarnaast voorzag men inkomsten uit het vervoer van poststukken (f. 300), reclame-uitingen (f. 200) en de verkoop van mest (f. 90). Tegenover deze jaarlijkse inkomsten van f. 8.620, stonden uitgaven van f. 6.500.
Voor de aanleg van de tramlijn was een bedrag van f. 135.000 voorzien. Hiervan diende f. 50.000,- door burgers, boeren, vissers en andere belanghebbenden bijeen te worden gebracht, waarna provincie en rijk dit bedrag aan zouden vullen tot de benodigde f. 135.000. De aandeelhouders werd een jaarlijks dividend van 4% in het vooruitzicht gesteld. Dit was hoger dan bij andere tramlijnen, zelfs de winstgevende tramlijnen van de Utrechtsche Tramweg-Maatschappij leverden de aandeelhouders niet meer dan 2% dividend op.
Voor Spakenburg was een aansluiting op het spoor van groot belang. De havens van de concurrerende steden Nijkerk en Volendam zouden spoedig op het spoorwegnet worden aangesloten. In die tijd was Spakenburg, samen met Volendam, de voornaamste aanvoerhaven van vis. De Spakenburgse vissers dreigden al de haven de rug toe te keren en voortaan in Nijkerk de lading aan wal te brengen, wat de zojuist geopende visafslag in Spakenburg overbodig zou maken.
Om redenen die verder niet werden toegelicht, keerde de gemeente Bunschoten zich in september 1904 tegen de tramplannen, waarna er niets meer over werd vernomen.

## De stadstram
De tramlijn in Amersfoort was halverwege 1901 gereed. De ATM had gekozen voor het korte tracé via de Utrechtseweg. Voor de helling in de stationsweg werd ter plekke een tweede paard aangespannen. Alleen tijdens de Eerste Wereldoorlog werd, als gevolg van het vorderen van de paarden door het leger, met slechts één paard gereden. Voor de dienstuitvoering waren doorgaans 7 à 8 paarden beschikbaar. De ATM beschikte over drie tramrijtuigen.
In 1901 maakte de ATM zelfs een bescheiden winst, en de toekomst zag er rooskleurig uit.
Maar al snel bleek dat de vooraf ingeschatte aantallen passagiers veel te hoog waren. In plaats van 12 duizend passagiers, werden in de beginjaren rond de 6 duizend passagiers per maand vervoerd, terwijl voor een kostendekkende exploitatie circa 10 passagiers reizigers benodigd waren. De (korte) geschiedenis van de tram gaat dan ook vooral over het armlastige bestaan. Op diverse manieren werd geprobeerd meer passagiers te trekken en op de uitgaven te besparen.
De ATM kwam na de start namelijk al snel in zwaar weer terecht. Na de nodige aanloopproblemen in het eerste volledige jaar (1902) (opnieuw aanleggen van de rails; extra uitgaven door een niet geschikt gebleken paard; de aanschaf van een hooiberg aangezien het bewaren van hooi in de remise niet mogelijk bleek) resteerde direct een flink verlies. Nadat ook in de volgende jaren bleek dat de begroting niet sluitend te maken was, zegde de gemeente Amersfoort een jaarlijkse subsidie toe van f. 800,-. Desondanks was in 1905 voor het eerst sprake van een mogelijke opheffing van de ATM; het verlies over dat jaar bedroeg f. 1.451,-.
Het werd duidelijk dat de ATM zichzelf niet kon bedruipen. Er werd een regeling met de gemeente overeengekomen: de gemeente stond garant voor de verliezen tot f. 800,-. De ATM zou een vereniging met een garantiefonds oprichten; deze vereniging, waarin bij de ATM belanghebbenden participeerden, stond garant voor de helft van de verliezen boven de f. 800,-. De andere helft zou door de gemeente worden bijgelegd.
In 1908 werd het tarief verlaagd van 10 cent per rit naar 5 cent; deze verlaging van de ritprijs leverde weliswaar een hoger aantal reizigers op, maar zette de omzet verder onder druk. Desondanks lukte het een stabiel bedrijf uit te voeren. De jaarlijkse verliezen konden beperkt worden gehouden, het garantiefonds moest jaarlijks om een bescheiden bedrag worden gevraagd. In het beste jaar werd het garantiefonds voor slechts 2 gulden aangesproken.

### Toch een tram naar Soest? (deel 3)
De tramlijn leidde een stabiel, maar toch onzeker bestaan. In het naburige Soest, niet ver bij Amersfoort vandaan, was ook nog altijd een tramlijn. Ook in Soest zag de toekomst voor de tram er niet rooskleurig uit. Er ontstond een plan de tramlijnen van beide plaatsen met elkaar te verbinden. Daarvoor werd Krieger wederom benaderd. Er zou een tramlijn naar Soest worden aangelegd, waarbij doorgaande trams over de hele, nieuw ontstane, tramlijn zouden rijden. Verder bleef elk van de bedrijven over de eigen lijn rijden. De inkomsten uit het vervoer tussen Amersfoort en Soest zouden door de beide bedrijven worden gedeeld. Iedereen was voor, maar Krieger kreeg de financiering niet rond.

### Serieuze problemen
In de jaren van de Eerste Wereldoorlog veranderde alles: de ATM kwam in zwaar weer terecht. Door het leger werden twee van de acht paarden gevorderd. De dienstregeling moest daardoor noodgedwongen worden ingekrompen. De tram reed in een onregelmatige dienstregeling waarbij vaak geen sprake was van een goede aansluiting op de treinen. Het aantal reizigers viel terug naar de aantallen van vóór invoering van het "stuivertarief".
Tegenover de teruglopende inkomsten stonden hogere uitgaven; door de Eerste Wereldoorlog stegen de kosten van de foerage (paardenvoer) tot grote hoogte. Dat dit serieuze gevolgen had, is te zien bij de naburige Soester Paardentramweg. In 1917 werd daar het aantal ritten bij dat trambedrijf verminderd, om de ondervoede en verzwakte paarden te sparen. Na het teruglopen van het aantal passagiers en de stijgende kosten, kreeg het bedrijf nog een klap te verwerken: de gemeente trok de subsidie in. Hierop besloot de Amersfoortsche Tramweg-Maatschappij ermee op te houden. Het bedrijf zou met de tram stoppen, alle bezittingen verkopen, de schuldeisers afbetalen en wat er dan nog over zou blijven, was voor de aandeelhouders.
De verliezen liepen namelijk erg hoog op. In de laatste maanden van 1916 maakte de ATM f. 200 per maand verlies. In december 1916 had de ATM nog naar f. 41 op de bankrekening staan.
De aandeelhouders legden nog eenmaal een bedrag bij om de directie van de ATM in de gelegenheid te stellen nieuwe onderhandelingen met de gemeente te voeren. De gemeente bleek echter onwrikbaar, hoewel alom werd gevreesd voor het toebrengen van "groot nadeel aan den winkelstand en den handel".

### Opheffing van de tramlijn
Gemeld werd dat de tram op 13 januari 1917 voor het laatst zou rijden, maar "dat te elfder ure nog een afdoend middel zal gevonden om het trammetje te behouden". Dat afdoend middel kwam er niet. Hoewel in eerste instantie door de gemeente werd geschermd met een aantal geïnteresseerde partijen, bleek al snel dat dat laatste vooral grootspraak was. De gemeente werd eigenaar van de rails en was verder gerechtigd alle bezittingen van de ATM te kopen. De gemeente had dus de mogelijkheid zelf het rijden met de tram uit te voeren, maar de gemeente had daar geen geld voor.

### De afwikkeling
De ATM bleef nagenoeg schuldenvrij achter. De paarden konden eenvoudig worden verkocht, de rijtuigen eveneens; deze werden overgenomen door de tramlijn Amsterdam - Sloten. Het grootste bezit was de remise. De hypotheek was nagenoeg afgelost. De remise werd verkocht voor f. 12.000,-, wat aan de aandeelhouders ten goede kwam.
Uiteindelijk is de rails (door de gemeente, die ten slotte eigenaar was geworden) verkocht aan een oudijzerhandelaar. 

### Reizigersaantallen
- 1903 69.529
- 1904 82.956
- 1905 85.174
- 1906 85.319
- 1907 87.717
- 1908 117.348 (invoering stuivertarief)
- 1909 121.226
- 1910 128.415
- 1911 131.189
- 1912 129.220
- 1913 126.965
- 1914 111.245
- 1915 ca. 100.000
- 1916 ca. 90.000

## De tram naar Zeist
In 1914 kreeg Amersfoort weer een tram: in dat jaar kwam de verlenging van de tramlijn Zeist - Arnhem naar Amersfoort gereed. De tram vertrok vanaf het stationsplein en reed vanaf daar langs het spoor in westelijke richting de stad uit. In 1949 reed deze tram voor het laatst, waarna het definitief was gedaan met de trams in Amersfoort.